# Kamčatski kraj
Kamčatski kraj je ruski federalni subjekt nastao spajanjem Kamčatske oblasti i Korjačkog autonomnog okruga.
Referendum o udruživanju održan je 23. listopada 2005. Rezultat je bio "za" udruživanje, a službeno spajanje je izvršeno 1. srpnja 2007.

## Vanjske poveznice
|  | Zajednički poslužitelj ima još gradiva o temi Kamčatski kraj |